# My Sweet Canary
My Sweet Canary (en griego: Καναρίνι μου Γλυκό, Mi dulce canario) es una película documental musical franco-griega-israelí de 2011 acerca de la vida de Roza Eskenazi. Su director es el israelí Roy Sher. En el documental, Martha Demeteri Lewis, Tomer Katz y Mehtap Demir, tres jóvenes músicos, buscan a los más conocidos músicos de rebético y especialmente conocer más sobre la carrera musical de Roza Eskenazi; en su camino, viajan entre Londres, Jerusalén, Corinto, Estambul, Atenas y Salónica. 

## Música
La música del film es interpretada por la israelí de origen turco Yasmin Levy, los griegos Maria Koti y Sotiris Papatragiannis y la turca Mehtap Demir. Además, participan de manera especial interpretando el Oud y el bouzouki el israelí Tomer Katz y el turco Mumin Sesler tocando el  qanun.
El film fue presentado en el Festival Internacional de Cine de Salónica.